# Économie de la république de l'Altaï
L'économie de la république de l'Altaï correspond aux données relatives à l'économie qui a trait au sujet russe de la république de l'Altaï, situé dans le district fédéral sibérien, dans l'Altaï à proximité du Kazakhstan, de la Chine et de la Mongolie.

## Produit intérieur brut
Le produit régional brut de la république de l'Altaï s'élevait à 71,336 millions de roubles en 2021, soit le 85e des 85 sujets russes avec l'Ingouchie au-dessus, faisant de lui le plus faible de tout le pays. Le PIB par habitant était lui de 4 000 euros en 2021.  Les principaux secteurs économiques en 2021 sont l'administration publique et armée et la sécurité sociale qui génèrent 15,61 % du produit intérieur brut, ainsi que le commerce de gros et de détail, la réparation de véhicules et de motos qui produit 15,07 % du PIB régional. L'agriculture, la foresterie, la chasse, la pêche et la pisciculture représentent 11,46 % du PIB tandis que l'éducation représente 9,93 %. Suivent ensuite les secteurs des activités immobilières (8,99 % du total) et le secteur de la construction (6,79 %). D'autres secteurs de l'économie sont presque insignifiants dans la république. C'est particulièrement le cas du seccteur minier (0,92 % du PIB régionale) et des activités financières et d'assurance (0,13 %).
Le secteur agricole est le principal secteur économique de l'oblast, principalement orienté vers l'élevage dû aux manques de terres arables. Le commerce, tourné vers le tourisme, est un secteur en pleine croissance de la république. Le secteur public reste cependant important dans l'économie régionale, principal employeur dans les petits villages. Contrairement à de nombreux sujets russes, la république de l'Altaï fait figure d'exception en terme d'industrie, avec une part qui est négligeable.

## Exportations
Les exportations de l'oblast s'élèvent à hauteur de 13,7 milliards de dollars entre 2016 et 2019. Les principaux produits exportés sur cette période sont les produits métallurgiques (65%) et les produits d'origine animale (18%). Les exportations entre 2016 et 2019 se répartissent ainsi :
- produits de l'industrie chimique : 44,4 % (50,9 millions de dollars) ;
- produits miniers : 19 %  (21,7 millions de dollars) ;
- produits à base de végétaux : 14,9 % (17,1 millions de dollars) ;
- transports : 8,1 % (9,3 millions de dollars) ;
- nourriture, boissons, tabac : 5,4 % (6,1 millions de dollars)
- autres : 8,2 %.

Les principaux clients internationaux étaient sur cette période la Corée du Sud (41,5 %), la Chine (14,1 %), le Kazakhstan (11,3 %). Viennent ensuite la Mongolie 9,5 %, la Turquie (4 %) et Hong Kong à 3,7 %. La valeur des biens exportés vers la Corée du Sud était de 47,6 millions de dollars, pour la Chine de 16,1 millions, et pour le Kazakhstan de 12,9 millions de dollars.

## Importations
Pour les imports, la valeur de ceux-ci était de 60 millions de dollars entre 2016 et 2019. Le secteur des machines représentait 27 % de ces imports, ceux des métaux 16%. Les principaux pays exportant vers la république étaient la Chine, à 37 % (22,1 millions de dollars), et le Kazakhstan avec 21 % (12,8 million de dollars) du tout . Les imports sur cette période se répartissaient ainsi :
- machines, équipements : 27,4 % ;
- métaux et produits issus de la métallurgie : 15,9 % ;
- produits à base de végétaux : 10,9 % ;
- plastiques, caoutchouc : 10,2 % ;
- produits minéraux : 5,4 % ;
- textiles : 5,2 %
- autres : 25 %.

| Répartition | 2021 (milliers de roubles) | %     |
| --- | -------------------------- | ----- |
| Agriculture, foresterie, chasse, pêche et pisciculture                                                                                             | 8172                       | 11,46 |
| Exploitation minière | 657                        | 0,92  |
| Industries manufacturières | 1607                       | 2,25  |
| Fourniture d'électricité, de gaz et de vapeur; climatisation                                                                                       | 2216                       | 3,11  |
| Approvisionnement en eau; évacuation de l'eau, organisation de la collecte et de l'élimination des déchets, activités de lutte contre la pollution | 435                        | 0,61  |
| Construction | 4846                       | 6,79  |
| Commerce de gros et de détail; réparation de véhicules et de motos                                                                                 | 10748                      | 15,07 |
| Transport et stockage | 3274                       | 4,59  |
| Hôtellerie et restauration | 2277                       | 3,19  |
| Information et communications | 1307                       | 1,83  |
| Activités financières et d'assurance | 94                         | 0,13  |
| Activités immobilières | 6412                       | 8,99  |
| Activités professionnelles, scientifiques et techniques                                                                                            | 1004                       | 1,41  |
| Activités administratives et services complémentaires associés                                                                                     | 3403                       | 4,77  |
| Administration publique et armée ; sécurité sociale                                                                                                | 11137                      | 15,61 |
| Éducation | 7082                       | 9,93  |
| Services de santé et services sociaux | 5209                       | 7,3   |
| Activités culturelles, sportives, de loisirs et de divertissement                                                                                  | 1294                       | 1,81  |
| Prestation d'autres types de services | 162                        | 0,23  |
| Total | 71336                      | 100   |

## Emplois

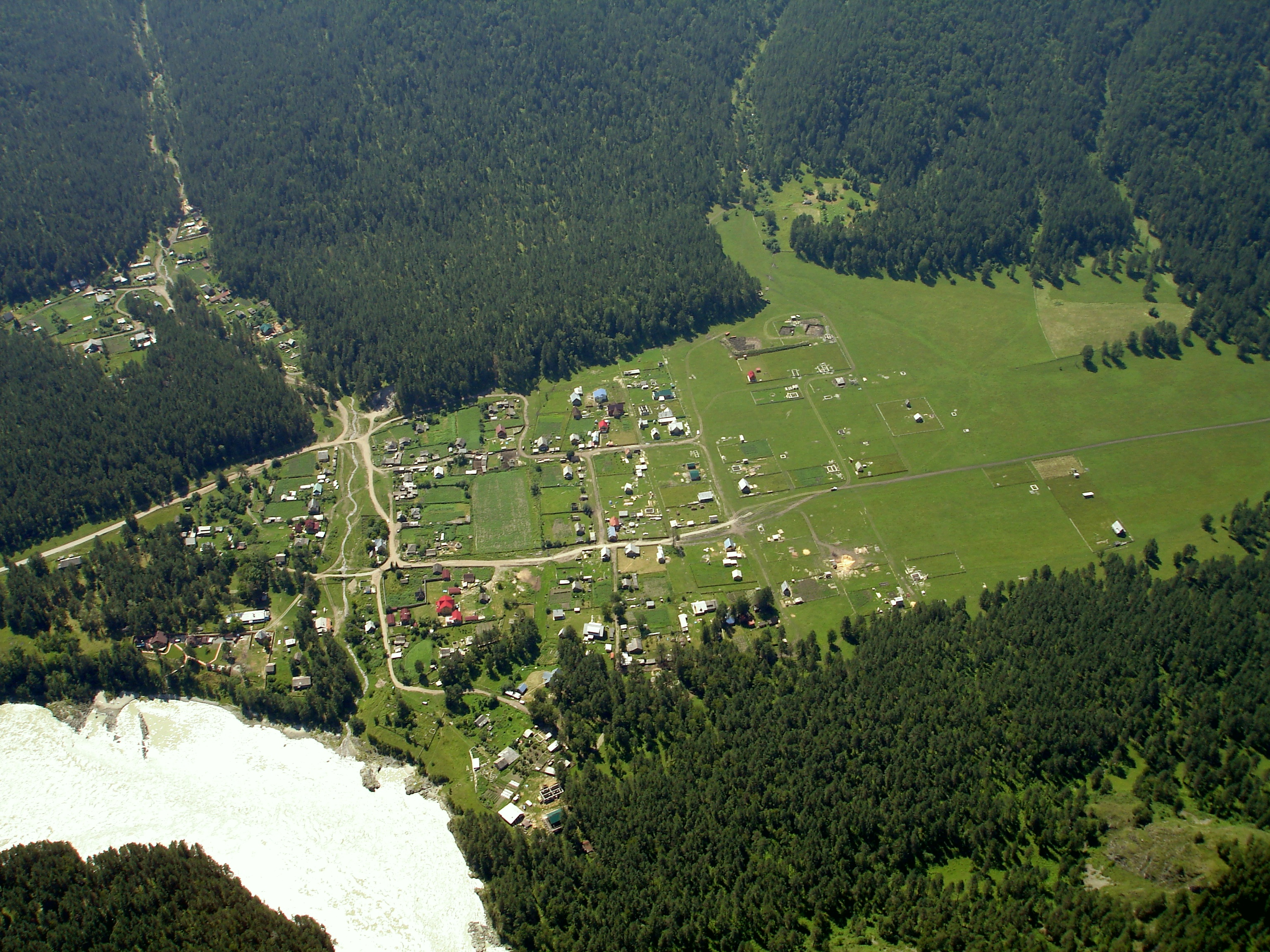
L'agriculture est contrainte par le relief escarpé du territoire. Ici le village d'Askat vu du ciel.

Au 1er janvier 2022, le bureau du Service fédéral des statistiques du kraï de l'Altaï et de la république de l'Altaï recensait 82 977 emplois dans la république. Ce chiffre est assez stable, n'ayant presque pas changé par rapport à 2018. Les principaux secteurs économiques par nombre d'emplois sont l'agriculture, la foresterie, la chasse, la pêche et la pisciculture avec 13 220 emplois (15,93 % du total) et le commerce de gros et de détail, la réparation de véhicules et de motos avec 12 274 emplois (14,79 % du total). L'éducation est le troisième secteur avec 12 146 emplois (14,64 % du total).
L'administration publique et l'armée, la sécurité sociale emploient 9 529 personnes (11,48 %), et le secteur suivant est la construction avec 5 466 emplois (6,59 %). Le transport et le stockage emploient 4 350 personnes (5,24 %), et tous les autres secteurs économiques sont sous la barre des 5000 emplois, tels que l'hôtellerie, la restauration et les industries manufacturières.  Par ailleurs, au 1er février 2024, le niveau du chômage enregistré dans la république s'élevait à 1,5 %. 
| Répartition | 2022   | %     |
| --- | ------ | ----- |
| Agriculture, foresterie, chasse, pêche et pisciculture                                                                                             | 13220  | 15,93 |
| Exploitation minière | 169    | 0,2   |
| Industries manufacturières | 3996   | 4,82  |
| Fourniture d'électricité, de gaz et de vapeur; climatisation                                                                                       | 1779   | 2,14  |
| Approvisionnement en eau; évacuation de l'eau, organisation de la collecte et de l'élimination des déchets, activités de lutte contre la pollution | 616    | 0,74  |
| Construction | 5466   | 6,59  |
| Commerce de gros et de détail; réparation de véhicules et de motos                                                                                 | 12274  | 14,79 |
| Transport et stockage | 4350   | 5,24  |
| Hôtellerie et restauration | 2842   | 3,43  |
| Information et communications | 1264   | 1,52  |
| Activités financières et d'assurance | 768    | 0,93  |
| Activités immobilières | 964    | 1,16  |
| Activités professionnelles, scientifiques et techniques                                                                                            | 2049   | 2,47  |
| Activités administratives et services complémentaires associés                                                                                     | 1481   | 1,78  |
| Administration publique et armée ; sécurité sociale                                                                                                | 9529   | 11,48 |
| Éducation | 12146  | 14,64 |
| Services de santé et services sociaux | 7231   | 8,71  |
| Activités culturelles, sportives, de loisirs et de divertissement                                                                                  | 1908   | 2,3   |
| Prestation d'autres types de services | 925    | 1,11  |
| Total | 82 977 | 100   |

## Entreprises
Au 1er janvier 2024, le bureau du Service fédéral des statistiques du kraï de l'Altaï et de la république de l'Altaï dénombre 4544 entreprises dans la république de l'Altaï. Ce chiffre est en diminution de −9,39 % par rapport au 1er janvier 2020, où il y avait 5 015 entreprises. Le commerce de gros et de détail, la réparation de véhicules et de motos est le plus grand secteur économique en termes d'entreprises, avec 572 entreprises, soit 12,59 % du total. 
Le secteur de la construction compte 388 entreprises (8,54 % du total), et le secteur de l'agriculture, la foresterie, la chasse, la pêche et la pisciculture possède 346 entreprises (7,61 %). Les secteurs suivants sont l'administration publique et armée, la sécurité sociale avec 326 entreprises (7,17 %), les activités immobilières avec 320 entreprises (7,04 %) et l'éducation avec 303 entreprises (6,67 %). Tous les autres secteurs économiques ont moins de 300 entreprises.
| Répartition | 2020 | %     | 2024 | %     |
| --- | ---- | ----- | ---- | ----- |
| Agriculture, foresterie, chasse, pêche et pisciculture                                                                                             | 394  | 7,86  | 346  | 7,61  |
| Exploitation minière | 51   | 1,02  | 40   | 0,88  |
| Industries manufacturières | 343  | 6,84  | 286  | 6,29  |
| Fourniture d'électricité, de gaz et de vapeur; climatisation                                                                                       | 66   | 1,32  | 47   | 1,03  |
| Approvisionnement en eau; évacuation de l'eau, organisation de la collecte et de l'élimination des déchets, activités de lutte contre la pollution | 36   | 0,72  | 32   | 0,7   |
| Construction | 448  | 8,93  | 388  | 8,54  |
| Commerce de gros et de détail; réparation de véhicules et de motos                                                                                 | 913  | 18,21 | 572  | 12,59 |
| Transport et stockage | 153  | 3,05  | 168  | 3,7   |
| Hôtellerie et restauration | 167  | 3,33  | 228  | 5,02  |
| Information et communications | 96   | 1,91  | 101  | 2,22  |
| Activités financières et d'assurance | 113  | 2,25  | 71   | 1,56  |
| Activités immobilières | 350  | 6,98  | 320  | 7,04  |
| Activités professionnelles, scientifiques et techniques                                                                                            | 291  | 5,8   | 271  | 5,96  |
| Activités administratives et services complémentaires associés                                                                                     | 258  | 5,14  | 248  | 5,46  |
| Administration publique et armée ; sécurité sociale                                                                                                | 330  | 6,58  | 326  | 7,17  |
| Éducation | 296  | 5,9   | 303  | 6,67  |
| Services de santé et services sociaux | 136  | 2,71  | 149  | 3,28  |
| Activités culturelles, sportives, de loisirs et de divertissement                                                                                  | 125  | 2,49  | 143  | 3,15  |
| Prestation d'autres types de services | 449  | 8,95  | 505  | 11,11 |
| Total | 5015 | 100   | 4544 | 100   |

### Agriculture

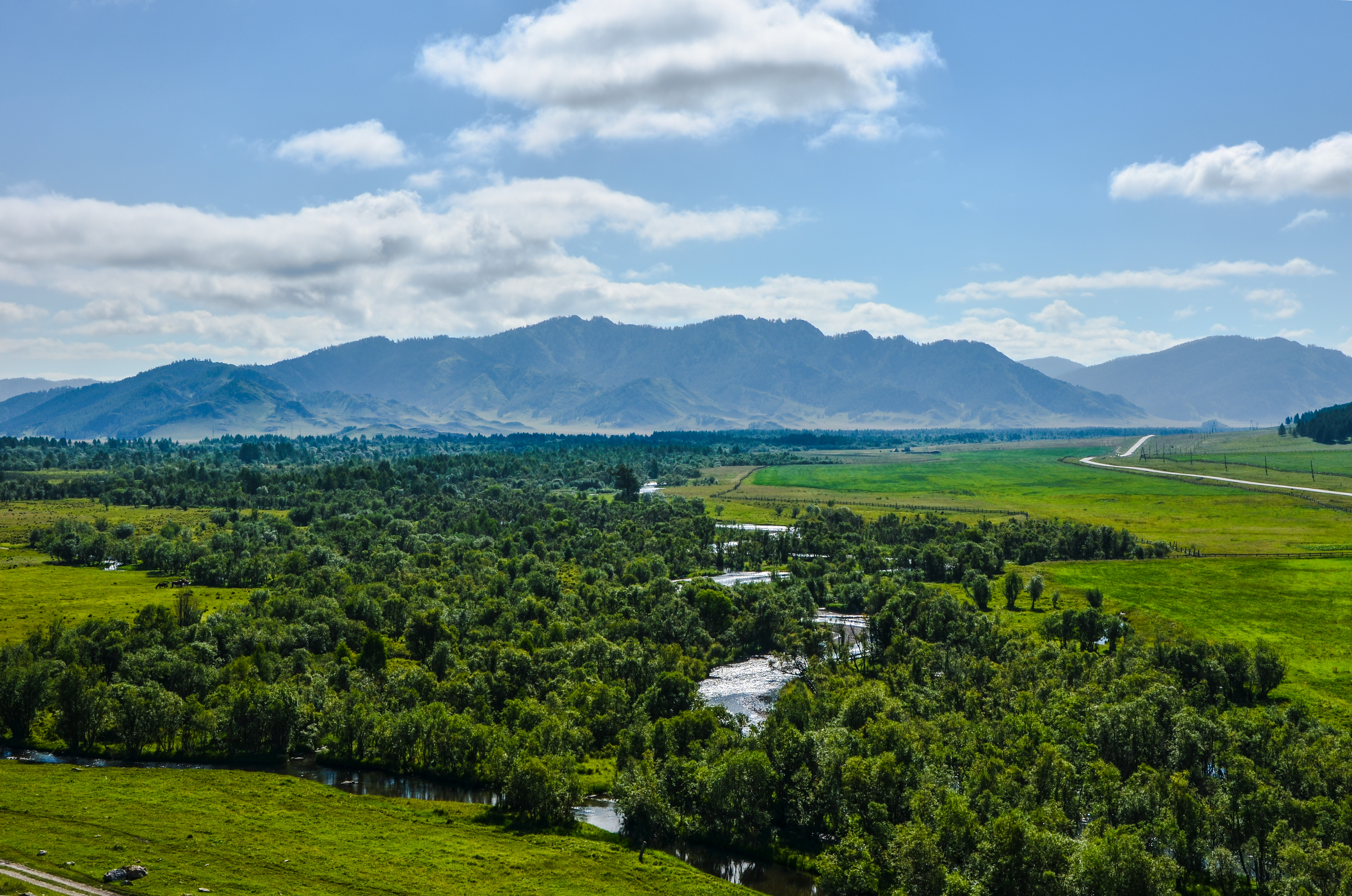
Terres agricoles près d'Oust-Kan.

L'agriculture dans la république de l'Altaï représente en moyenne selon la république de l'Altaï plus de 18 % du PIB annuel, avec un volume de production agricole pour 2021 s'élevant à 11,5 milliards de roubles. Ce secteur économique bénéficie d'un soutien important du sujet et de la fédération, avec 570 millions de roubles de subventions en 2021 pour les entreprises et les agriculteurs. Si on rajoute les aides aux collectivités, elles s'élevaient à 820,6 millions de roubles en 2021, dont 623 millions provenant de l'État. Le soutien s'illustre au travers de la construction ou la modernisation de fermes, et la République cherche à développer principalement le secteur de l'élevage, comme celui du maral, et il cherche à améliorer le rendement des terres agricoles. Elle aide ainsi pour l'achat de machines et elle crée aussi des coopératives agricoles. En 2021, l'indice de production s'élevait à 94,4 %, l'indice pour l'élevage seulement à 93 % et pour les cultures seulement lui à 108 %s,,,.
La superficie des terres agricoles occupe 1157,7 milliers d'hectares, soit environ 10 % du territoire, et ces terres se répartissent en 5 différentes catégories. Il y a d'abord les pâturages, qui représentent 80,2 % de ces terres (927 000 hectares), puis les terres arables avec 11,5 %, puis les terres pour le foin qui font 93 800 hectares, soit 8,1 % du total. Viennent ensuite les terres en jachère avec 2,200 hectares (soit 0,2 %) et enfin les plantations pérennes, qui ne représentent que 0,04 % du total, avec 500 hectares,,.
En 2021, la production agricole s'élevait à 265 000 tonnes de foin, 79 000 tonnes de diverses plantes et 11 000 tonnes de céréales, à 21 000 tonnes de fruits, à près de 2 000 tonnes de baies et à 350 tonnes de pommes de terres. Concernant les 3 derniers produits, les particuliers sont ceux qui en produisent le plus. La production est ainsi axée sur la production de nourriture pour le bétail. En 2021, les graminées représentaient 42,6 % de la superficie ensemencée, le maïs, houblon, seigles et autres plantes 46,1 % du total et l'avoine 5,9 %,,.
En ce qui concerne l'élevage, qui représente 87 % du secteur agricole en termes de production, il est dominé par l'élevage de bovins, suivi ensuite par ceux de maral, de chevaux, d'ovins, de chèvres, de volailles et dans une moindre mesure de yacks et de chameaux. Il y avait en tout 396 000 têtes au 1er janvier 2022, réparties dans 34 organisations (entreprises et autres). L'élevage bovin est le plus important, avec 206 265 têtes, composées de 4 races que ce sont les Hereford, Galloway, Kazakh à tête blanche et Aberdeen-Angus. Pour l'élevage du maral, on comptait 57 568 têtes, pour celui des chevaux, il y en avait 104 954, et pour l'élevage ovin il y en avait 309 818. L'élevage de chèvre avait 69 279 têtes, 7000 têtes pour les yacks et enfin 389 têtes pour les chameaux. Ces élevages ont produit en 2021 71 000 tonnes de lait et 37 400 tonnes de viande.
| Superficies ensemencées : | Superficies ensemencées : | Superficies ensemencées : | Superficies ensemencées : | Superficies ensemencées : |
| année                     | 1990                      | 2000                      | 2005                      | 2015                      |
| ------------------------- | ------------------------- | ------------------------- | ------------------------- | ------------------------- |
| Mille ha                  | 146,5                     | 106,66                    | 103,4                     | 108,3                     |

### Énergie

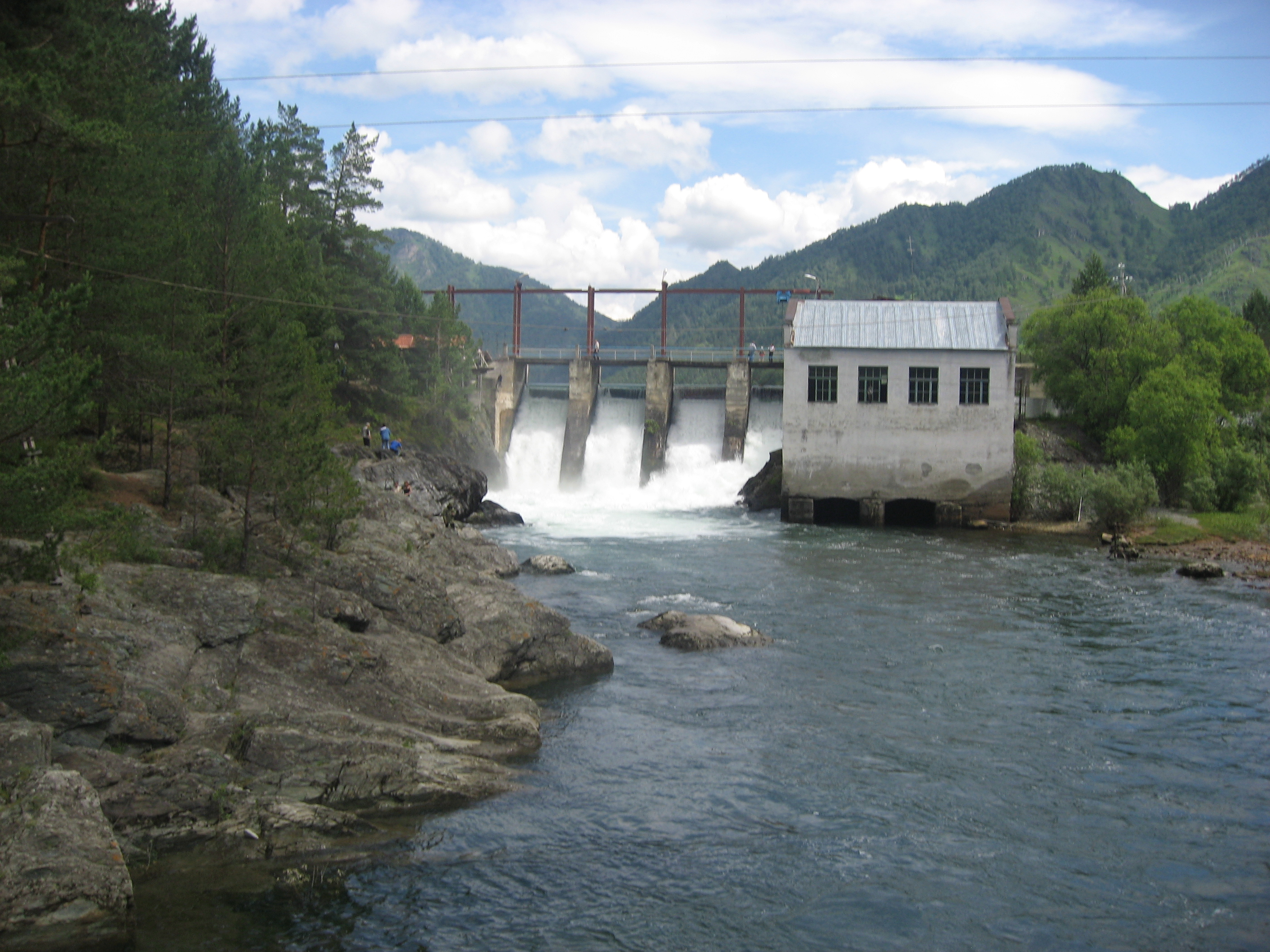
Centrale hydraulique de Tchémal.

Tout comme de nombreuses régions sibériennes, la république de l'Altaï se distingue par l'importance des sources d'énergies renouvelables dans son bilan énergétique, avec 22 % de son approvisionnement en énergie provenant de l'énergie solaire. Au total, la région consomme environ 540 millions de kilowattheures chaque année, et une grande partie de son approvisionnement provient du kraï de l'Altaï voisin ainsi que du réseau électrique sibérien, que ce soit des centrales thermiques ou des barrages dans d'autres régions. La consommation se partage principalement entre le résidentiel (44 %), dont le chauffage à 25 %, l'eau (pompage, stations d'épuration) et son transport à 10 %,e et le secteur public avec 19,3 %. Le réseau électrique fait quant à lui plus de 8000 kilomètres, mais son usure est élevée, avec 60 % du réseau dans cette situation.
La principale énergie produite au sein de la région est l'énergie solaire, avec au 1er janvier 2020 13 centrales solaires ayant une capacité totale de 120 MW. Les centrales se trouvaient à Oust-Koksa (quatre de 40 MW au total, Maïma (deux de 25 MW au total), deux à Inya (15MW au total), à Koch-Agatch (deux de 5MW chacune), à Tchemal (10MW), à Oust-Kan (5MW) et à Ongoudaï (5MW).
Quant à l'hydraulique, il y a quelque centrales hydroélectrique sur le territoire, comme à Tchibt avec une capacité de 24 MW, à Tchemal, d'une puissance de 0,5MW, à Balykctha avec 0,4 MW et enfin à Belyachi d'une capacité de 0,63 MW. Les deux dernières centrales électriques sont exclusivement pour la consommation de chaque village, ces villages étant chacun très isolés du reste de la République. En tout par an, l'électricité hydraulique représente 6,1 millions de MW, alors que le potentiel énergétique de ces rivières est estimée à 80 millions de MW.
La production d'électricité thermique au sein du territoire est pratiquement absente, hormis quelques génératrices diesel qui alimentent des communautés éloignées en montagne.

### Tourisme

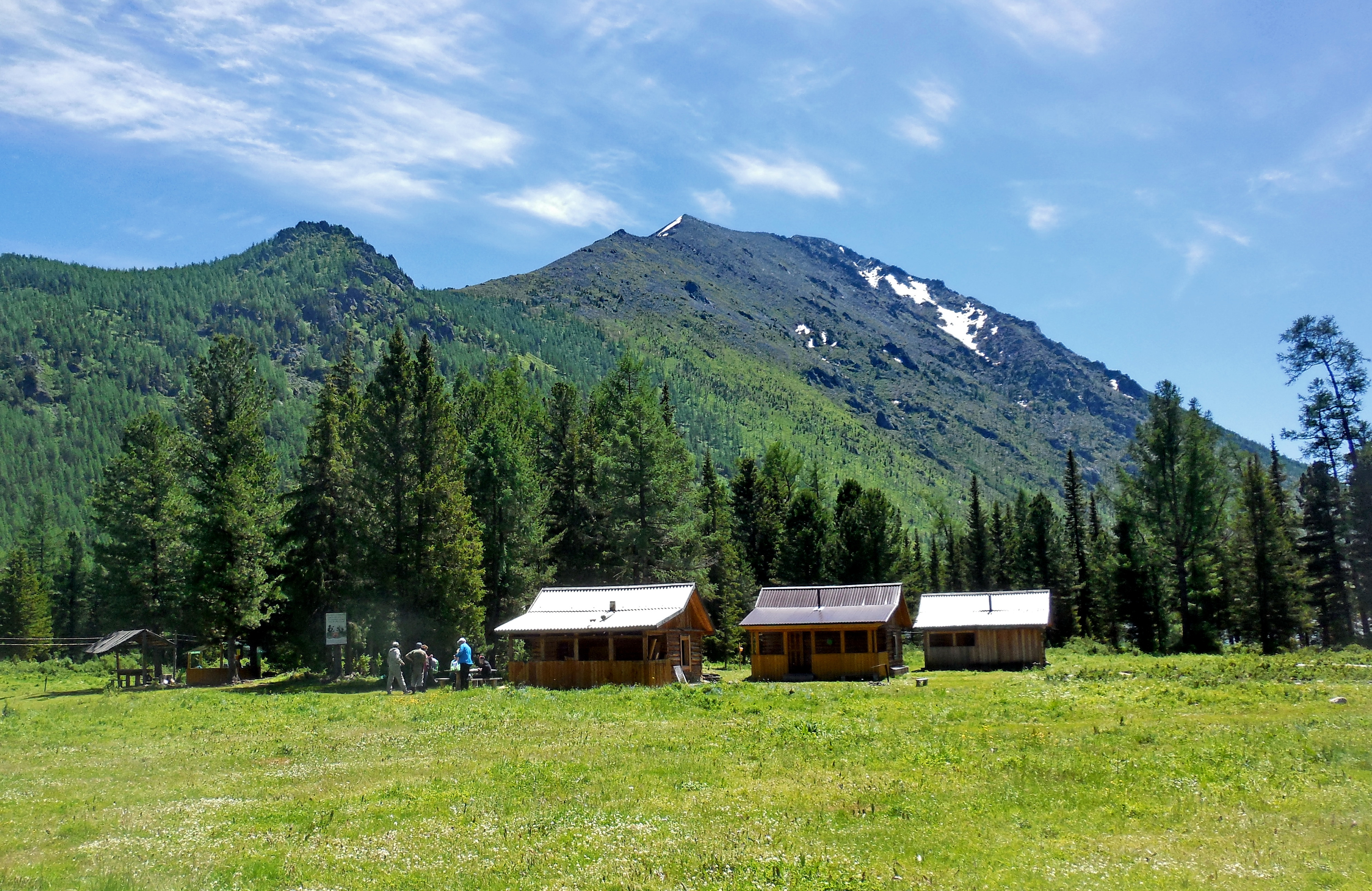
Camping au lac inférieur de la Moulta.

Le tourisme représente aujourd'hui dans la république de l'Altaï un secteur de plus en plus important, développé depuis la fin du XXe siècle avec la dislocation de l'URSS. En 2016, 1,986 millions de touristes ont visités la république de l'Altaï, soit une augmentation de 8,5 % par rapport à 2015. Le bénéfice de cette activité pour le PIB de la république de l'Altaï s'élevait à 3,63 milliards de roubles en 2016 (en 2015 : 3,2 milliards soit une hausse de 13,4 %). En 2021, le nombre de touristes était de 2 186 000, qui se sont répartis en 4 périodes différentes. Tout d'abord, la période estivale (mai - septembre) avec 1, 460 millions des touristes (soit 66,8 % du total), dont la pleine saison (juin - août) avec 53,5 % des visites au cours de l'année, soit 1,168 millions de touristes. Viennent ensuite la période hors saison (avril, octobre et novembre) avec 17 % des visites, soit 370 500 touristes puis enfin la période hivernale de décembre à mars, avec 355 000 touristes soit 16,2 % du total annuel. Il y a en tout 120 hôtels pour accueillir ces touristes, sans compter les campings et les gîtes,.

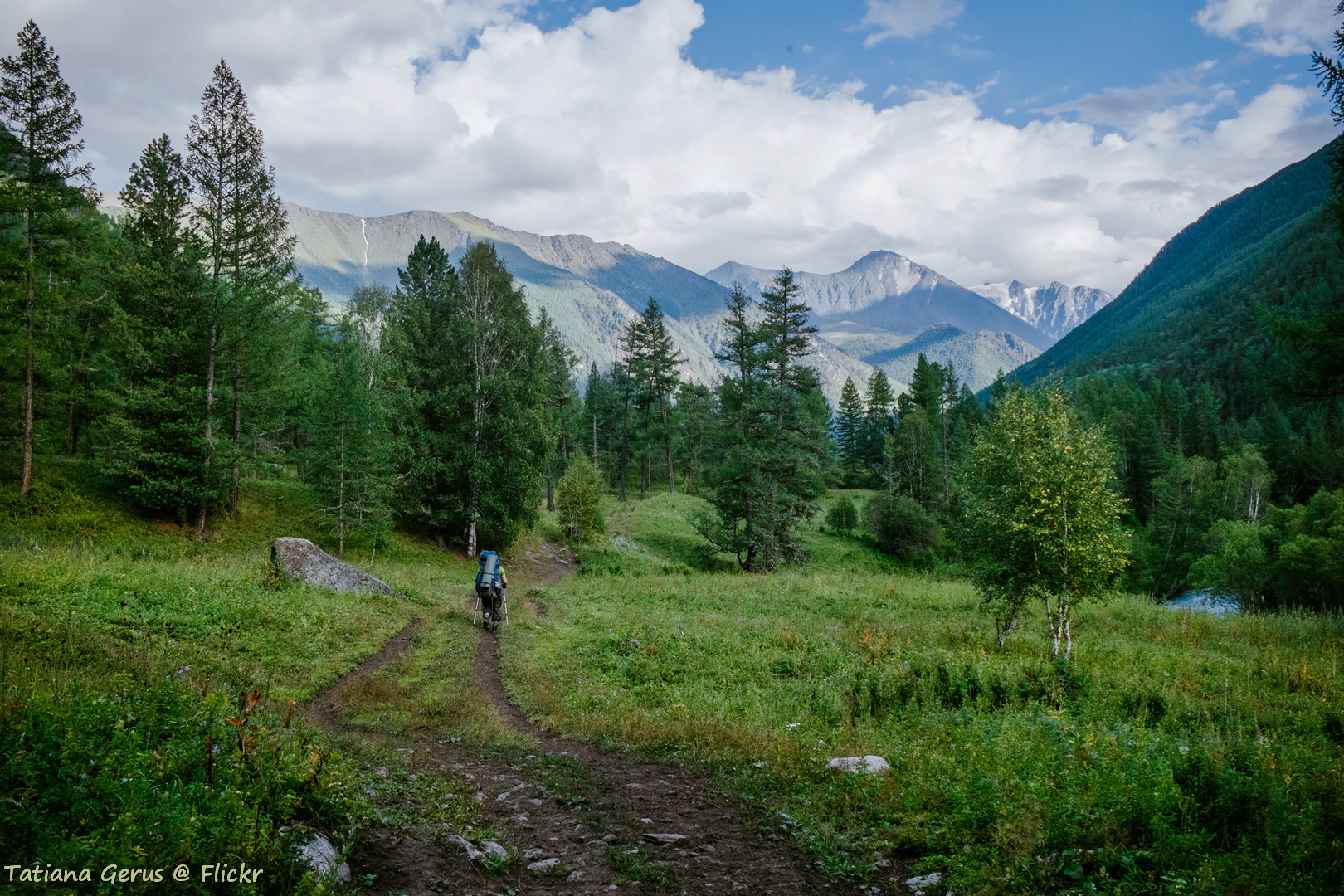
Sentier de randonnée vers le lac Koutcherla.

Le développement de l'écotourisme à parti des années 1990 est la principale raison de l'arrivée de ces flux touristiques. Ce développement s'est illustré par la mise en place de parcs naturels à travers tout le territoire, et le tourisme a connu une augmentation importante après que certaines réserves aient été classées au patrimoine mondial de l'Unesco sous l'appellation des Montagnes dorées de l'Altaï.
L'écotourisme est surtout pratiqué en été, au travers de diverses activités, comme la pêche ou la chasse (seulement dans certains endroits). Le randonnée est l'activité la plus pratiquée, et ses variants comme le trekking sont aussi populaires. Quelque activité de niche sont pratiqués, comme les tours en hélicoptères.
Les sports extrêmes sont aussi une activité privilégiée, avec, en montagne, l'escalade, l'alpinisme, le parapente, ou en rivière avec le rafting. Pour cette dernière activité, les rapides Madjoï sur la Tchouïa au sud de Tchibit sont le lieu le plus privilégié, avec une compétition de rafting, le Madjoï rally, qui se déroule chaque année depuis 2003. Il y a en tout à cet endroit 30 rapides sur 12 kilomètres, dont 15 étant classés catégorie 5 ou catégorie 6. Les rivières Korgon, Argout, Katoun et Bachkaous sont d'autres lieux de choix pour cette activité.